# Asbjørn Jordahl
Asbjørn Reidar Jordahl (* 12. Dezember 1932 in Kristiansund; † 16. Juli 2025) war ein norwegischer Journalist und Politiker der Arbeiderpartiet (Ap). Er war von 1977 bis 1981 Abgeordneter im Storting. Von Januar 1978 bis Oktober 1979 fungierte er als Verkehrsminister seines Landes.

## Leben
Jordahl arbeitete nach dem Abschluss der Realschule von 1949 bis 1952 als Laborant in einem Industrielabor in Kristiansund. Anschließend war er in den Jahren zwischen 1953 und 1958 als Kontorist tätig. In der Zeit von 1959 bis 1968 schrieb er als Journalist für die Zeitung Tidens Krav. Von 1958 bis 1961 sowie erneut von 1964 bis 1967 gehörte er dem Vorstand der Jugendorganisation Arbeidernes Ungdomsfylking (AUF) an. In der Zeit von 1963 bis 1979 saß Jordahl im Kommunalparlament von Kristiansund, wobei er zwischen 1967 und 1977 als Bürgermeister der Gemeinde fungierte. Zudem war er zwischen 1967 und 1975 Abgeordneter im Fylkesting von Møre og Romsdal. Von 1965 bis 1973 saß er im Vorstand der Arbeiderpartiet.
Bei der Parlamentswahl 1977 zog Jordahl erstmals in das norwegische Nationalparlament Storting ein. Dort vertrat er den Wahlkreis Møre og Romsdal und wurde zunächst Mitglied im Kirchen- und Bildungsausschuss. Am 11. Januar 1978 erfolgte die Ernennung zum Verkehrsminister in der Regierung Nordli. Jordahl übernahm dabei den Posten von Ragnar Christiansen, der zum Fylkesrådmann ernannt worden war. Sein Ministeramt übte Jordahl bis zum 8. Oktober 1979 aus. Er wurde im Rahmen eines größeren Umbaus der Regierungsmannschaft von seinem Parteikollegen Ronald Bye ersetzt. Nachdem er wegen seiner Regierungsmitgliedschaft sein Mandat im Storting ruhen lassen musste, kehrte Jordahl als Abgeordneter ins Parlament zurück. Dort gehörte er bis September 1981 dem Justizausschuss an.
Nach dem Ende seiner Zeit im Storting arbeitete er von 1981 bis 1999 wieder bei der Zeitung Tidenes Krav, zuletzt als politischer Redakteur. Im Jahr 2002 erhielt er die Verdienstmedaille der Verteidigung für internationale Operationen. In den Jahren 2003 bis 2007 saß er erneut im Kommunalparlament von Kristiansund.